# Friedrich August Kekulé
Friedrich August Kekulé (Darmstadt, 1829 – Bonn, 1896) fou un químic orgànic alemany considerat el creador de la teoria estructural i un dels grans fundadors de la química orgànica moderna.

## Biografia
Kekulé va néixer a la ciutat alemanya de Darmstad el 7 de setembre de 1829, en el si d'una família antiga i noble que venia de Bohèmia, que havia emigrat a Alemanya durant la guerra dels trenta anys (1618-1848); fou el seu pare qui afegí l'accent a la segona "e" – durant l'ocupació de Napoleó– per tal que en francès es pronunciés correctament el seu cognom.
Feu els estudis primaris i secundaris a Darmstad i el curs 1847-48 ingressà a la Universitat de Giessen a estudiar arquitectura, estudis que deixà ben aviat pels de ciències quan Justus von Liebig li donà la química i l'encoratjà a fer el canvi el curs següent; de fet Liebig orientà durant molts anys la carrera científica de Kekulé. Posteriorment completà la seva formació fent estades a diverses universitats europees amb els professors més destacats de química orgànica, disciplina que començava a consolidar-se en aquelles dècades. En aquest sentit, el curs 1851-52 estigué a París amb Jean-Baptiste Dumas i Charles Gerhardt, i es familiaritzà amb les dues teories del moment, la dels radicals preconitzada per Berzelius i la dels tipus defensada pel mateix Gerhardt. El juny de 1852 retorna a Giessen, presenta la tesi doctoral i se’n torna a l'estranger, primer passa un any a Suïssa, abans d'anar a Londres on hi estigué fins a la tardor de 1855, i treballà principalment amb Alexander W. Williamson.
A continuació, inicià la seva carrera docent a la Universitat de Heidelberg on hi ensenyà química orgànica un parell d'anys. El 1858 es trasllada a Gant com a catedràtic –cridat per Jean S. Stas, químic belga que feu aportacions rellevants a la determinació de pesos atòmics – on hi estarà 10 anys. Aquí comença a escriure el seu reconegut llibre Lehrbuch der organischen Chemie, i participà en l'organització del famós Congrés de Karlsruhe de setembre de 1860. aquest congrés considerat el primer congrés de química de la història, fou transcendental, ja que resolgué les discrepàncies i dubtes sobre la naturalesa dels àtoms, les molècules i els equivalents, en part gràcies a la participació de Cannizzaro que restablí i difongué el principi d'Avogadro; a més, impulsà una uniformització en la nomenclatura i terminologia químiques.
El 1867 retornà a Alemanya i ocupà la càtedra a la Universitat de Bonn, vacant pel trasllat de A. W. Hofmann a Berlin, i dirigí l'Institut de química que s'acabava de construir i que esdevingué un centre de referència de la química orgànica del moment. Aquest institut formà a molts dels futurs conreadors de la disciplina al tombant dels segles XIX i XX, entre els que cal citar J. H. van't Hoff, que feu un pas endavant en la teoria estructural i deduí el concepte de carboni asimètric. Kekulé es quedarà Bonn fins al seu traspàs, tot i que el 1875, tingué la possibilitat d'anar a Múnic a ocupar la càtedra vacant per la mort de Liebig.

## Obra científica
Kekulé que és considerat un dels fundadors de la química orgànica moderna, destacà més per les seves aportacions teòriques que les de tipus experimental, encara que les seves contribucions en aquest àmbit no són gens negligibles. Dins de les seves contribucions cal destacar l'establiment de la tetravalència del carboni i la proposta d'enllaços C-C que formen les cadenes i anells carbonats – sobre la qual es bastí la teoria estructural – i com a cas concret, seminal i paradigmàtic l'establiment de l'estructura molecular del benzè.

### Teoria estructural
A la dècada dels 1850 hi havia molta discussió sobre el problema de la naturalesa i classificació dels compostos orgànics, que tant la teoria dels radicals com las dels tipus pretenien resoldre. De fet hi havia una divisió entre els seguidors dels dos models, d'un costat Gerhardt que buscava en les fórmules només una sinopsi amb un mer objectiu de classificació i altres noms destacats – Willamson, Laurent, Kolbe – que volien que les fórmules representessin la composició i constitució dels compostos orgànics. Fou Kekulé, aleshores a Heidelberg, qui trobà la solució a aquest vell problema, en determinar l'atomicitat del carboni; demostrà que el carboni tenia valència quatre – era "tetratòmic" o tenia quatre unitats d'afinitat, en la terminologia del moment– i, per tant, podia unir-se a quatre elements monovalents com l'hidrogen o a dos divalents, com l'oxigen. El 1857 publica el primer article en què discutia l'estructura del metà (en aquell temps se l'anomenava gas de Marsh) sobre la idea del carboni tetravalent. En anys posteriors amplià aquesta idea i proposà que no només el carboni és tetravalent en compostos senzills com CH₄, CH₃Cl, CCl₄, CHCl₃ o CO₂, sinó també en aquells que contenen més d'un àtom de carboni. El pas decisiu el feu en adonar-se que el carboni podia emprar una de les seves valències unint-se a un altre àtom de carboni formant així les cadenes carbonades, i encara li quedaven tres valències per combinar-se a elements d'una altra classe. S'ha de dir que de manera independent i paral·lela en el temps, Archibald Scott Couper, arribà també a la idea dels enllaços carboni-carboni, i proposà les primers fórmules moleculars on les línies simbolitzaven els enllaços entre els àtoms.
Aquestes interpretacions que són la base de la teoria estructural aportaren noves idees a la química orgànica que a partir d'aleshores començà a desenvolupar-se amb gran força. De fet al seu llibre de 1861 Kekulé donava ja la que pot considerar-se la definició moderna de química orgànica, com aquella química que s'ocupa dels compostos de carboni, i desapareixia, així, per un costat tot rastre de vitalisme i per un altre la teoria dels tipus deixava de ser útil, les cadenes carbonades explicaven perfectament l'homologia en demostrar que els diferents termes de les sèries de compostos anàlegs d'alcohols, àcids, etc., es distingien, simplement, per tenir un grup CH2 més que l'anterior.

### Estructura del benzè
Kekulé s'havia familiaritzat amb els compostos insaturats, treballant amb els àcids succínic i maleic, derivats de l'àcid succínic; però tenia moltes dificultats per interpretar les propietats químiques basant-se en la seva idea que la tetravalència del carboni era invariable, fet que el portà a suposar que dos àtoms de carboni estaven més a la vora de l'habitual, és a dir a l'existència d'enllaços dobles. Encara que la fórmula empírica del benzè era coneguda, la seva elevada insaturació no se sabia interpretar. L'any 1858 Kekulé ja havia suggerit que els àtoms de carboni en el benzè i especialment en el naftalè estaven més densament disposats que en els altres compostos orgànics. La fórmula del benzè continuava creant molts problemes d'interpretació sota la idea de la tetravalència del carboni, situació que es donava també amb els anomenats compostos aromàtics. La primera vegada que Kekulé proposà una fórmula satisfactòria del benzè fou en una comunicació a la Societat Química de París el 27 de gener de 1865, presentada per Wurtz, que després ho publicà ampliat en alemany on dona, també, la clau de la constitució dels compostos aromàtics que contenien anells tancats d'àtoms de carboni, en contrast amb els compostos alifàtics, que tenen cadenes obertes. Els noms aromàtic – anomenats així per l'olor– i alifàtic són deguts a Kekulé i a Hofmann, respectivament. En aquesta comunicació, Kekulé encara no empra un hexàgon sinó una fórmula bastant rebuscada amb enllaços senzill i dobles, els punts representen valències insatisfetes i les fletxes, encara que d'una manera no gaire clara, indiquen el tancament de la cadena. (Fig-1) 

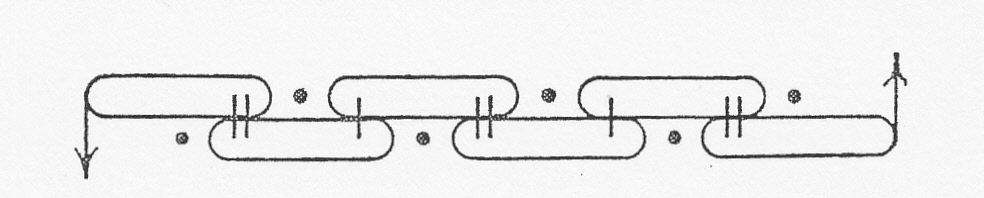
Figura1.Primera estructura del benzè, proposada el 1865

En una segona memòria, el 1865, dibuixa l'hexàgon encara que sense enllaços, i l'any següent al seu llibre ja proposa l'hexàgon amb enllaços senzills i dobles alternats (Fig.2), equivalent a l'actual.

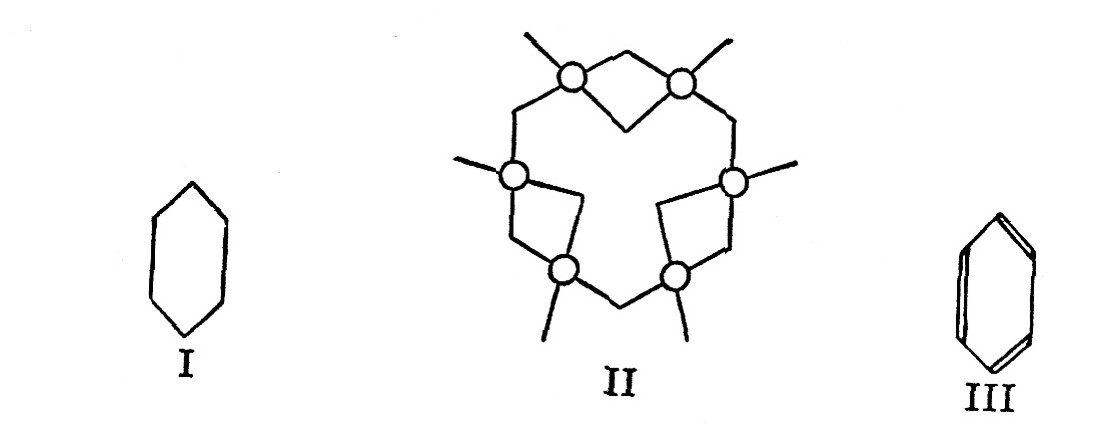
Figura 2.Estructures del benzè, proposades el 1866

 El camí cap a l'estructura hexagonal l'obrí l'estudi del nombre i naturalesa dels isòmers dels derivats del benzè; un sol derivat monosubstituït, que provava l'equivalència dels sis àtoms de carboni; tres derivats disubstituïts, que tenien els dos grups substituents units a carbonis separats per un, dos o tres enllaços C-C, que ara s'anomenen orto-, meta- i para-. Aquesta interpretació inicial tenia encara un problema a resoldre, ja que d'acord amb l'estructura proposada d'enllaços simples i dobles alternats, hi havien d'haver dos isòmers orto-, segons els dos substituents estiguessin separats per un enllaç senzill o doble; aquest fet decidí Kekulé a proposar que l'estructura del benzè oscil·lava entre dues estructures equivalents de manera que els enllaços simples i dobles intercanvien les posicions, i de fet els sis enllaços C-C són equivalents, ja que la meitat del temps són enllaços senzills i l'altra meitat enllaços dobles. Aquesta interpretació equival a la idea de ressonància desenvolupada per Pauling en la seva Teoria de l'enllaç de valència de l'enllaç covalent.
No es pot parlar de l'estructura del benzè sense comentar una espècie de llegenda urbana sobre com se li ocorregué a Kekulé la forma hexagonal. Ell mateix ho explicà, molts anys després, en una sessió d'homenatge que la Societat Alemanya de Química ("Benzolfest"), li reté a Berlin el 10 de març de 1890,per commemorar, precisament, el 25è aniversari de l'establiment de l'estructura del benzè. Literalment Kekulé, digué: "mig endormiscat a l'estudi de Gant, vaig veure unes llargues cadenes d'àtoms de carboni com a serps recargolant-se, i de cop una d'elles es mossegà la cua". Mai no sabrem si el somni existí o fou una broma d'un home gran, famós i respectat. Com no podia ser d'una altra manera aquest tema del somni de Kekulé ha generat molta controvèrsia.

## Epònim
El cràter lunar Kekulé s'anonena així en honor seu.